# ゴヴィア・テムズリンク・レールウェイ

路線網

ゴヴィア・テムズリンク・レールウェイ（Govia Thameslink Railway; GTR）はゴーアヘッド・グループ（65％）とケオリス（35％）の合弁会社ゴヴィアの傘下にあるイギリスの列車運行会社である。以下の4つのサブブランドを用いて運行している。
- テムズリンク（Thameslink） - テムズリンク・ネットワーク - ロンドンを縦貫する路線網
- グレート・ノーザン（Great Northern） - グレート・ノーザン・ルート（英語版） - ロンドンからイースト・コースト本線を中心として北に延びる路線網
- サザン（Southern） - ロンドンからブライトン本線（英語版）を中心として南に延びる路線網
- ガトウィック・エクスプレス（Gatwick Express） - ガトウィック空港へのアクセス列車

イギリス最大の列車運行会社であるが、ロンドン周辺で大規模な路線改良が実施される中で営業するリスクを抑えるため、他の列車運行会社とは異なり、運賃を収益としない代わりに一定の運行料を受け取るマネジメント契約での運行となっている。
2014年9月にファースト・キャピタル・コネクトの後継としてテムズリンクとグレート・ノーザンの2ブランドが運行を開始し、2015年7月に同じゴヴィア傘下であったサザンからサザンとガトウィック・エクスプレスの運行を引き継いだ。契約満了は2021年9月の予定である。

## 沿革
テムズリンクとグレート・ノーザン・ルートの列車の運行はテムズリンク・プログラムの実施に伴い2006年に統合され、ファースト・キャピタル・コネクトによる運行となっていた。2012年、これらにサザンの路線網とサウスイースタンの一部列車を統合し、テムズリンク・サザン・アンド・グレート・ノーザン・フランチャイズとすることが発表された。新フランチャイズ設置のスケジュールは入札招待状の発行が2012年10月、落札者の発表が2013年春、新列車運行会社の運行開始が2013年9月とされていたが、インターシティ・ウェスト・コーストの入札での問題を受けて新たなフランチャイズの入札が停止されたことにより、2013年1月に引き継ぎを2014年3月に再設定することが発表された。
2013年3月、ファースト・キャピタル・コネクトの運行終了日が2014年9月13日に再延長されることが発表され、同時に投資や変更の規模から新フランチャイズがマネジメント契約の形態をとることが明らかにされた。2013年9月、入札招待状が改めて発行され、ゴーアヘッド・グループが65％、ケオリスが35％を出資するゴヴィアが2014年5月23日に運営権を獲得した。
2014年9月14日、ゴヴィア・テムズリンク・レールウェイがファースト・キャピタルコネクトから122の駅からなる路線網と226両の車両を引き継いで運行を開始した。また、同年12月にはサウスイースタンと共同で運行されていたセブノークス（英語版・街）発着列車がゴヴィア・テムズリンク・レールウェイに完全に移管された。2001年に運行を開始したゴヴィア傘下のサザンからは2015年7月26日に運行を引き継ぎ、これによって乗客数、従業員数、車両数からイギリス最大の列車運行会社となった。なお、テムズリンク、グレート・ノーザン、サザン、ガトウィック・エクスプレスの各ブランドは分離されており、特にもともとゴヴィア傘下であった後者2つについてはロゴなどの変更は行われていない。
前述のようにロンドン周辺で行われる大規模改良により収益が不確実であるため、ゴヴィア・テムズリンク・レールウェイの契約は通常のフランチャイズとは異なる特殊な形態となっている。通常は列車運行会社が運賃をすべて収益として運営権料を運輸省に支払うところ、ゴヴィア・テムズリンク・レールウェイでは7年間で124億ポンドと予想される運賃収入は運輸省に納められ、代わりに年間89億ポンドがゴヴィア・テムズリンク・レールウェイ側に支払われる。これにより、収益に関するリスクを運輸省が負い、ゴヴィアは支出に関するリスクのみを負うことになる。
2016年6月、ゴヴィア・テムズリンク・レールウェイのサービス水準の低さが批判される中、ゴーアヘッド・グループがゴヴィア・テムズリンク・レールウェイの収益が減少することを明らかにし、同社の株価が18％下落した。テムズリンクはサービス水準がイギリス最低とされ、サザンでは2015年4月からの1年間で8割の列車が定時に到着しておらず、ワンマン運転をめぐって労働組合との間で対立も起こっていた。定時性向上のため数週間にわたってサザンの列車の15％が運休となったのち、ロンドン市長サディク・カーンは2016年7月12日、ゴヴィア・テムズリンク・レールウェイの運行権剥奪を唱え、7月16日には運輸政務次官クレア・ペリー・オニールが辞任した。

## 運行概況

### テムズリンク

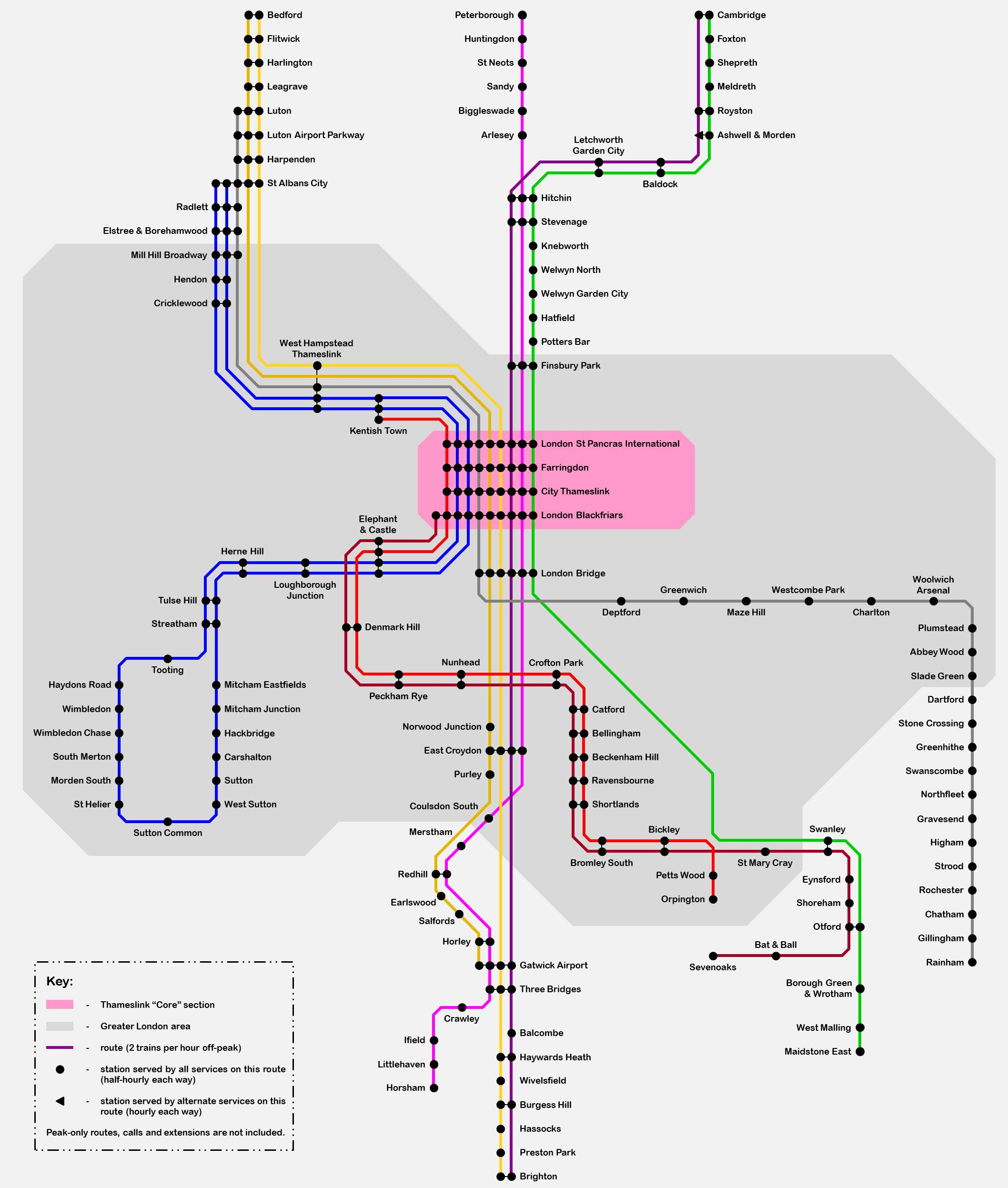
テムズリンクの路線図

テムズリンク・ネットワークはセント・パンクラス駅とブラックフライアーズ駅の間を中核としてロンドンを南北に縦断する路線網で、「テムズリンク」ブランドで運行される。
北端はベッドフォード駅（英語版・街）、ピーターバラ駅（英語版・街）、ケンブリッジ駅、南端はサットン駅（英語版・街）、オーピントン駅（英語版・街）、セブノークス駅（英語版・街）、レイナム駅（英語版・街）、ホーシャム駅（英語版・街）、ブライトン駅、メードストン・イースト駅（英語版・街）（2021年延伸予定）などであり、ガトウィック空港駅やルートン空港の最寄り駅であるルートン・エアポート・パークウェイ駅（英語版）にも停車する。
なお、従来の北側の乗り入れ路線はミッドランド本線であり、イースト・コースト本線とは2018年5月のカナル・トンネル開通によって直通運転が開始された。これに伴い、「グレート・ノーザン」ブランドの列車の多くがテムズリンクに組み込まれた。
列車は以下の路線を走行する。
- ミッドランド本線
- テムズリンク・コア（英語版）
- ブライトン本線（英語版）
- イースト・コースト本線
- ケンブリッジ線（英語版）
- サウス・イースタン本線（英語版）
- ファリンドン - ハーン・ヒル線（英語版）
- キャットフォード・ループ線（英語版）
- チャタム本線（英語版）
- メードストン線（英語版）
- アルン・ヴァレー線（英語版）
- グリニッジ線（英語版）
- ノース・ケント線（英語版）
- サットン・アンド・モール・ヴァレー・ラインズ（英語版）
- サットン・ループ線
- オクステッド線（英語版）（ピーク時のみ）
- ウェスト・コーストウェイ線（英語版）（ピーク時のみ）

2020年5月時点での平日オフピーク時のダイヤは以下の通り。
| 区間                                       | 区間                           | 区間                         | 区間                       | 本数                   | 車両                   |
| ロンドン・ブリッジ経由                     | ロンドン・ブリッジ経由         | ロンドン・ブリッジ経由       | ロンドン・ブリッジ経由     | ロンドン・ブリッジ経由 | ロンドン・ブリッジ経由 |
| ------------------------------------------ | ------------------------------ | ---------------------------- | -------------------------- | ---------------------- | ---------------------- |
| ケンブリッジ                               |                                | ブライトン                   | ブライトン                 | 2本                    | 700形                  |
| ケンブリッジ                               | キングス・クロス               | キングス・クロス             | キングス・クロス           | 2本                    | 700形                  |
| ピーターバラ（英語版・街）                 | レッドヒル                     | ホーシャム（英語版・街）     | ホーシャム（英語版・街）   | 2本                    | 700形                  |
| ベッドフォード（英語版・街）               |                                | ブライトン                   | ブライトン                 | 2本                    | 700形                  |
| ベッドフォード（英語版・街）               | レッドヒル                     | ガトウィック空港             | ガトウィック空港           | 2本                    | 700形                  |
| ルートン（英語版・街）                     | グリニッジ（英語版）           | レイナム（英語版・街）       | レイナム（英語版・街）     | 2本                    | 700形                  |
| エレファント＆キャッスル経由               |                                |                              |                            |                        |                        |
| セント・オールバンズ・シティ（英語版・街） | ウィンブルドン                 | サットン（英語版・街）       | 循環系統                   | 2本                    | 700形                  |
| セント・オールバンズ・シティ（英語版・街） | カーシャルトン（英語版・街）   | サットン（英語版・街）       | 循環系統                   | 2本                    | 700形                  |
| ケンティッシュ・タウン                     | キャットフォード（英語版・街） | オーピントン（英語版・街）   | オーピントン（英語版・街） | 2本                    | 700形                  |
| ブラックフライアーズ                       | キャットフォード（英語版・街） | オットフォード（英語版・街） | セブノークス（英語版・街） | 2本                    | 700形                  |

### グレート・ノーザン

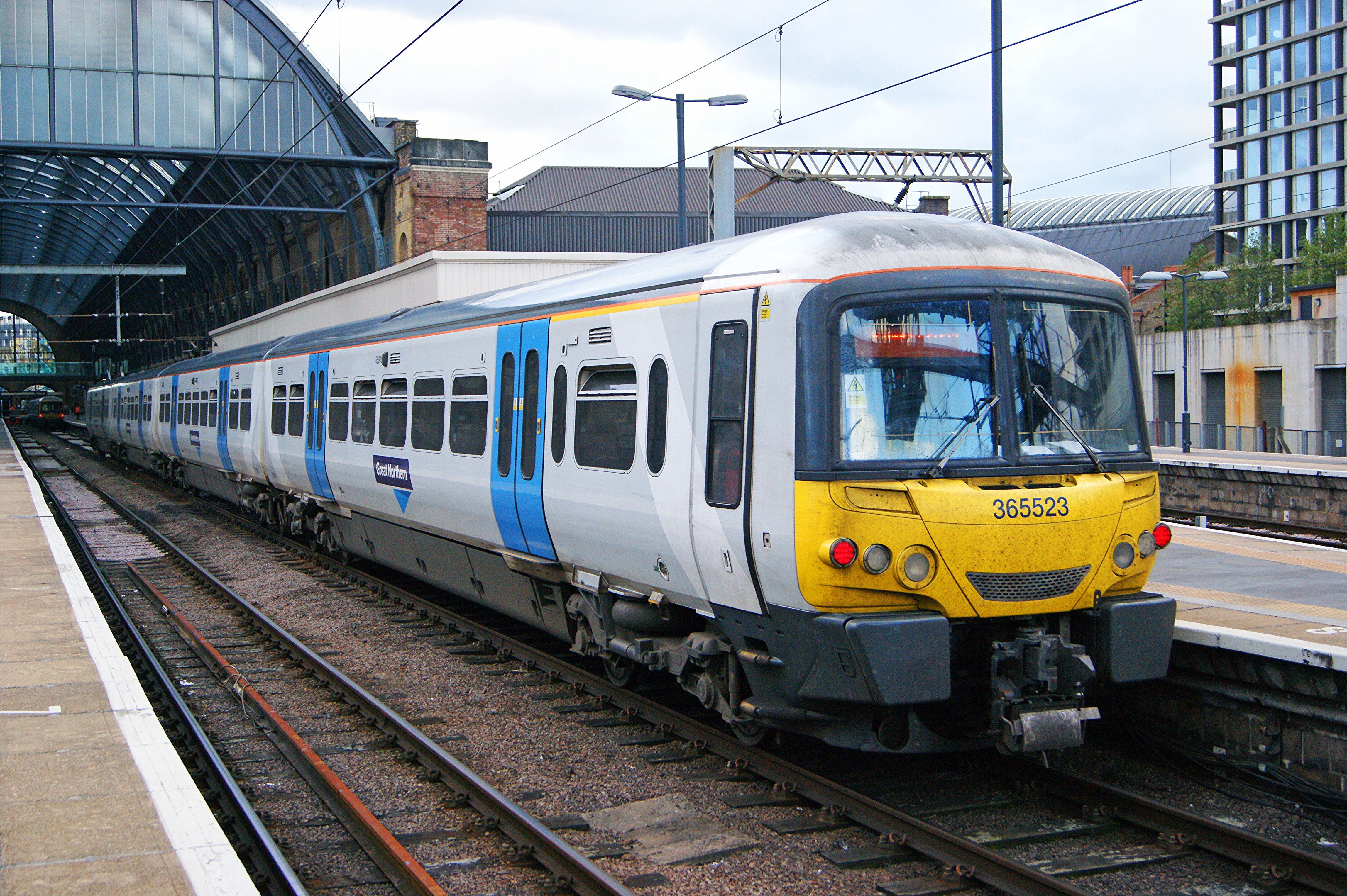
グレート・ノーザンの365形

グレート・ノーザン・ルートはキングス・クロス駅及びムーアゲート駅を発着し、イースト・コースト本線とその支線区を走る近郊列車の路線網であり、「グレート・ノーザン」ブランドで運行される。前述のカナル・トンネル開業によってグレート・ノーザン・ルートの列車の多くがテムズリンクに組み込まれており、日中に同ブランドで運行されるのはノーザン・シティ線（ムーアゲート駅発着）への直通列車と、キングス・クロス駅とケンブリッジ駅の間をノンストップで運行し、フェン線に直通する速達列車のみである。なお、ピーク時にはキングス・クロス駅発着の準速達列車や普通列車も運行しており、これらの中にはオフピーク時にはないピーターバラ駅（英語版・街）発着の列車も存在する。
列車は以下の路線を走行する。
- イースト・コースト本線
- ケンブリッジ線（英語版）
- フェン線（英語版）
- ノーザン・シティ線
- ハートフォード・ループ線（英語版）

2020年5月時点での平日オフピーク時のダイヤは以下の通り。
| 区間                       | 区間                                     | 区間                                     | 本数     | 車両        |
| 速達系統                   | 速達系統                                 | 速達系統                                 | 速達系統 | 速達系統    |
| -------------------------- | ---------------------------------------- | ---------------------------------------- | -------- | ----------- |
| キングス・クロス           | イーリー（英語版・街）                   | イーリー（英語版・街）                   | 1本      | 365形 387形 |
| キングス・クロス           | キングズ・リン（英語版・街）             | キングズ・リン（英語版・街）             | 1本      | 365形 387形 |
| ノーザン・シティ線直通系統 |                                          |                                          |          |             |
| ムーアゲート               | ウェリン・ガーデン・シティ（英語版・街） | ウェリン・ガーデン・シティ（英語版・街） | 4本      | 717形       |
| ムーアゲート               | ハートフォード・ノース（英語版・街）     |                                          | 2本      | 717形       |
| ムーアゲート               | ハートフォード・ノース（英語版・街）     | スティーブニッジ（英語版・街）           | 2本      | 717形       |

### サザン

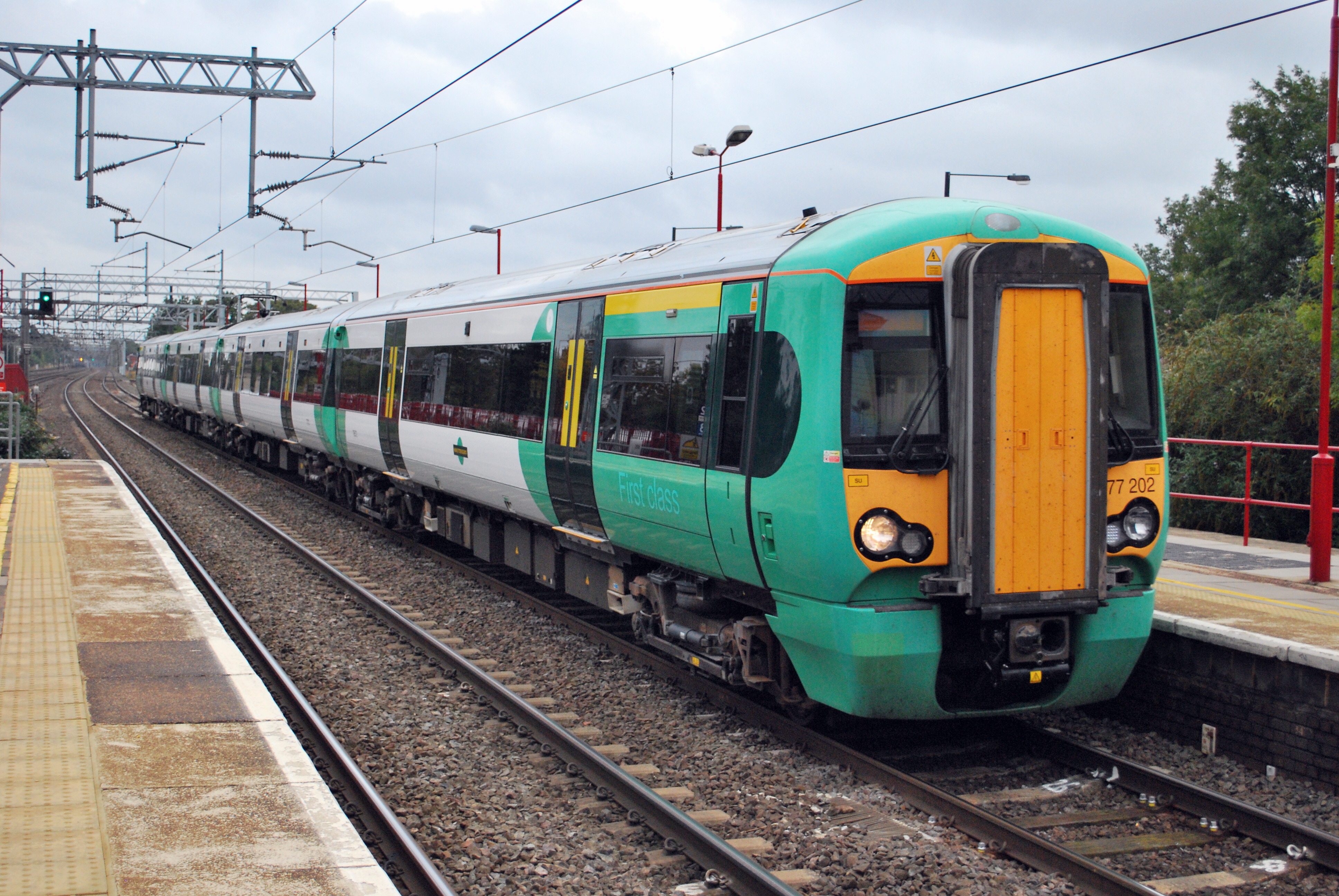
サザンの377形

「サザン」はロンドン・ヴィクトリア駅とロンドン・ブリッジ駅をターミナルとし、サリー、イースト・サセックス、ウェスト・サセックスを中心とした路線網に用いられるブランド名である。ロンドンの南側が路線網の中心であるが、バッキンガムシャーのミルトン・キーンズ・セントラル駅（英語版・街）まで足を延ばす列車も存在する。なお、ブランド自体は同じくゴヴィア傘下であった先代のサザンから引き継がれており、2003年にサウス・セントラルから改称した際に制定されたものがベースとなっている。
列車は以下の路線を走行する。
- ブライトン本線（英語版）
- ウェスト・コーストウェイ線（英語版）
- イースト・コーストウェイ線（英語版）
- マーシュリンク線（英語版）
- アルン・ヴァレー線（英語版）
- シーフォード支線
- オクステッド線（英語版）
- ノース・ダウンズ線（英語版）
- ウェスト・コースト本線
- ウェスト・ロンドン線
- サットン・アンド・モール・ヴァレー・ラインズ（英語版）
- エプソム・ダウンズ支線（英語版）
- クリスタル・パレス線（英語版）
- タッテナム・コーナー線（英語版）
- ケータラム線（英語版）
- サウス・ロンドン線（英語版）
- サットン・ループ線（ピーク時のみ）
- ニュー・ギルフォード線（英語版）（ピーク時のみ）

2020年5月時点での平日オフピーク時のダイヤは以下の通り。
| 区間                                         | 区間                                   | 区間                                     | 区間                                     | 毎時                     | 車両                     | 備考                                                                      |
| ブライトン・メインライン                     | ブライトン・メインライン               | ブライトン・メインライン                 | ブライトン・メインライン                 | ブライトン・メインライン | ブライトン・メインライン | ブライトン・メインライン                                                  |
| -------------------------------------------- | -------------------------------------- | ---------------------------------------- | ---------------------------------------- | ------------------------ | ------------------------ | ------------------------------------------------------------------------- |
| ロンドン・ヴィクトリア                       | リトルハンプトン                       | リトルハンプトン                         | リトルハンプトン                         | 2本                      | 377形                    |                                                                           |
| ロンドン・ヴィクトリア                       | イーストボーン                         | イーストボーン                           | イーストボーン                           | 1本                      | 377形                    |                                                                           |
| ロンドン・ヴィクトリア                       | オア                                   | オア                                     | オア                                     | 1本                      | 377形                    |                                                                           |
| ロンドン・ヴィクトリア                       | ブライトン                             | ブライトン                               | ブライトン                               | 2本                      | 377形                    |                                                                           |
| アラン・ヴァレー                             |                                        |                                          |                                          |                          |                          |                                                                           |
| ロンドン・ヴィクトリア                       | クローリー（英語版・街）               | サウサンプトン・セントラル               | サウサンプトン・セントラル               | 1本                      | 377形                    | ホーシャム（英語版・街）で分割併合                                        |
| ロンドン・ヴィクトリア                       | クローリー（英語版・街）               | ボグナー・リージス（英語版・街）         |                                          | 1本                      | 377形                    | ホーシャム（英語版・街）で分割併合                                        |
| ロンドン・ヴィクトリア                       | クローリー（英語版・街）               | ポーツマス・ハーバー                     | ポーツマス・ハーバー                     | 1本                      | 377形                    | ホーシャムで分割併合                                                      |
| ロンドン・ヴィクトリア                       | クローリー（英語版・街）               | ボグナー・リージス                       |                                          | 1本                      | 377形                    | ホーシャムで分割併合                                                      |
| コーストウェイ・イースト                     |                                        |                                          |                                          |                          |                          |                                                                           |
| ブライトン                                   | ルイス                                 | ルイス                                   | ルイス                                   | 2本                      | 313形                    |                                                                           |
| ブライトン                                   | シーフォード                           | シーフォード                             | シーフォード                             | 2本                      | 313形                    |                                                                           |
| ブライトン                                   | ヘイスティングス                       | ヘイスティングス                         | ヘイスティングス                         | 1本                      | 377形 387形              |                                                                           |
| ブライトン                                   | オア                                   | オア                                     | オア                                     | 1本                      | 377形 387形              |                                                                           |
| イーストボーン                               | アシュフォード・インターナショナル     | アシュフォード・インターナショナル       | アシュフォード・インターナショナル       | 1本                      | 171形                    | オア - アシュフォード・インターナショナル間は非電化区間                   |
| コーストウェイ・ウェスト                     |                                        |                                          |                                          |                          |                          |                                                                           |
| ブライトン                                   | ホヴ                                   | ホヴ                                     | ホヴ                                     | 2本                      | 313形                    |                                                                           |
| ブライトン                                   | ウェスト・ワージング                   | ウェスト・ワージング                     | ウェスト・ワージング                     | 2本                      | 313形                    |                                                                           |
| ブライトン                                   | サウサンプトン・セントラル             | サウサンプトン・セントラル               | サウサンプトン・セントラル               | 1本                      | 377形                    |                                                                           |
| ブライトン                                   | ポーツマス・ハーバー                   | ポーツマス・ハーバー                     | ポーツマス・ハーバー                     | 1本                      | 377形                    |                                                                           |
| リトルハンプトン                             | ポーツマス＆サウスシー                 | ポーツマス＆サウスシー                   | ポーツマス＆サウスシー                   | 1本                      | 313形                    |                                                                           |
| リトルハンプトン                             | ボグナー・リージス                     | ボグナー・リージス                       | ボグナー・リージス                       | 1本                      | 313形                    |                                                                           |
| バーナム（英語版・街）                       | ボグナー・リージス                     | ボグナー・リージス                       | ボグナー・リージス                       | 1本                      | 313形                    |                                                                           |
| オクステッド                                 |                                        |                                          |                                          |                          |                          |                                                                           |
| ロンドン・ヴィクトリア                       | イースト・グリンステッド（英語版・街） | イースト・グリンステッド（英語版・街）   | イースト・グリンステッド（英語版・街）   | 2本                      | 377形                    |                                                                           |
| ロンドン・ブリッジ                           | アックフィールド（英語版・街）         | アックフィールド（英語版・街）           | アックフィールド（英語版・街）           | 1本                      | 171形                    | ハースト・グリーン（英語版・街） - アックフィールド間は非電化区間         |
| レッドヒル                                   |                                        |                                          |                                          |                          |                          |                                                                           |
| ロンドン・ヴィクトリア                       | ライゲイト（英語版・街）               | ライゲイト（英語版・街）                 | ライゲイト（英語版・街）                 | 2本                      | 377形                    |                                                                           |
| レッドヒル                                   | トンブリッジ（英語版・街）             | トンブリッジ（英語版・街）               | トンブリッジ（英語版・街）               | 1本                      | 377形                    |                                                                           |
| ウェスト・ロンドン                           |                                        |                                          |                                          |                          |                          |                                                                           |
| ミルトン・キーンズ・セントラル（英語版・街） | クラパム・ジャンクション               | クラパム・ジャンクション                 | クラパム・ジャンクション                 | 1本                      | 377形                    | ミルトン・キーンズ・セントラル - ウェンブリー・セントラル間は交流電化区間 |
| メトロ                                       |                                        |                                          |                                          |                          |                          |                                                                           |
| ロンドン・ヴィクトリア                       | カーシャルトン（英語版・街）           | ドーキング（英語版・街）                 | ドーキング（英語版・街）                 | 1本                      | 377形                    |                                                                           |
| ロンドン・ヴィクトリア                       | カーシャルトン（英語版・街）           | ホーシャム                               | ホーシャム                               | 1本                      | 377形                    |                                                                           |
| ロンドン・ヴィクトリア                       | カーシャルトン（英語版・街）           | エプソム（英語版・街）                   | エプソム（英語版・街）                   | 2本                      | 377形                    |                                                                           |
| ロンドン・ヴィクトリア                       | ノーベリー（英語版・街）               | サットン（英語版・街）                   | サットン（英語版・街）                   | 2本                      | 377形 455形              |                                                                           |
| ロンドン・ヴィクトリア                       | ノーベリー（英語版・街）               | エプソム・ダウンズ（英語版・街）         | エプソム・ダウンズ（英語版・街）         | 2本                      | 377形 455形              |                                                                           |
| ロンドン・ヴィクトリア                       | ジプシー・ヒル（英語版・街）           | ウェスト・クロイドン（英語版・街）       | ウェスト・クロイドン（英語版・街）       | 2本                      | 377形                    |                                                                           |
| ロンドン・ヴィクトリア                       | ジプシー・ヒル（英語版・街）           | 循環系統                                 | 循環系統                                 | 2本                      | 377形                    |                                                                           |
| ロンドン・ブリッジ                           | サイデナム（英語版・街）               | 循環系統                                 | 循環系統                                 | 2本                      | 377形                    |                                                                           |
| ロンドン・ブリッジ                           | サイデナム（英語版・街）               | クールズドン・タウン（英語版・街）       | クールズドン・タウン（英語版・街）       | 2本                      | 455形                    |                                                                           |
| ロンドン・ブリッジ                           | エプソム                               | エプソム                                 | エプソム                                 | 2本                      | 377形                    |                                                                           |
| ロンドン・ブリッジ                           | ケータラム（英語版・街）               | ケータラム（英語版・街）                 | ケータラム（英語版・街）                 | 2本                      | 377形                    | パーリー（英語版・街）で分割併合                                          |
| ロンドン・ブリッジ                           | タッテナム・コーナー（英語版・街）     |                                          |                                          | 2本                      | 377形                    | パーリー（英語版・街）で分割併合                                          |
| ロンドン・ブリッジ                           | ペッカム・ライ（英語版・街）           | ノーベリー                               | ケータラム                               | 2本                      | 455形                    |                                                                           |
| ロンドン・ブリッジ                           | ペッカム・ライ（英語版・街）           | ベックナム・ジャンクション（英語版・街） | ベックナム・ジャンクション（英語版・街） | 2本                      | 455形                    |                                                                           |

### ガトウィック・エクスプレス

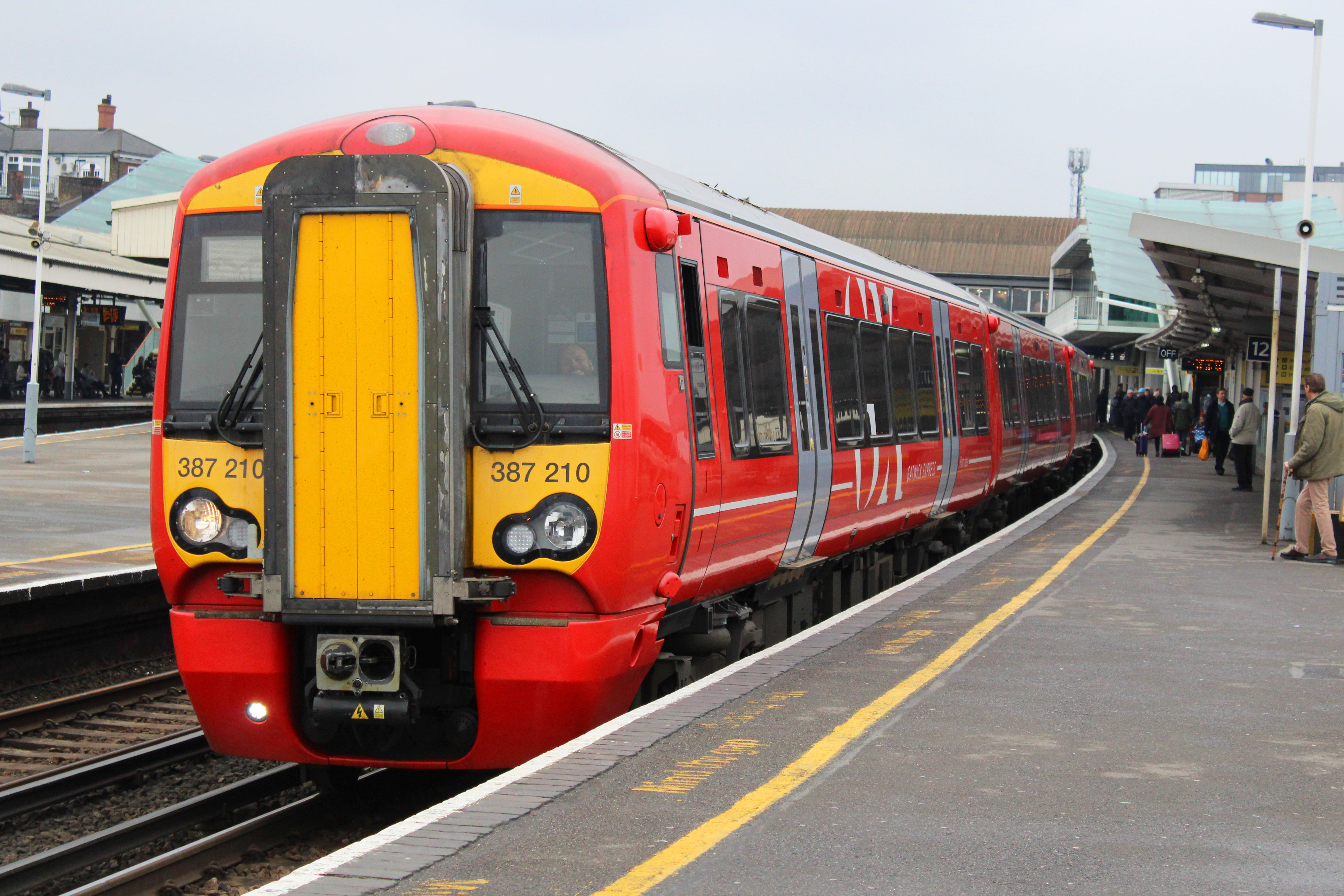
ガトウィック・エクスプレスの387形

ガトウィック・エクスプレスはガトウィック空港へのアクセス列車であり、ガトウィック空港駅を通ってロンドン・ヴィクトリア駅とブライトン駅を結んでいる。なお、平日ピーク時を除き途中停車駅はガトウィック空港駅のみである。
列車は以下の路線を走行する。
- ブライトン本線（英語版）

2020年5月時点での平日オフピーク時のダイヤは以下の通り。
| 区間                       | 区間                       | 本数                       | 車両                       |
| ガトウィック・エクスプレス | ガトウィック・エクスプレス | ガトウィック・エクスプレス | ガトウィック・エクスプレス |
| -------------------------- | -------------------------- | -------------------------- | -------------------------- |
| ロンドン・ヴィクトリア     | ブライトン                 | 2本                        | 387形                      |

## 変更予定
ゴヴィア・テムズリンク・レールウェイは239の駅を管理しており、5000万ポンドをかけて以下の改良を行うとしている。
- 駐輪場の増設や電気自動車用充電スタンドの設置などのアクセス改善
- 電光掲示板の更新
- セント・オールバンズ・シティ駅及びルートン駅の大規模改良で自治体と協働
- 駅員の配置時間帯を拡大し、特に乗降客数の多い100駅では始発から終電まで駅員が常駐
- 非接触式ICカード「ザ・キー（英語版）」の使用可能区間拡大
- 104駅に無料Wi-Fiを導入

ダイヤ面などでの主な改良は以下の通り。
- ロンドン - キングズ・リン間の列車の毎時2本化
- グレート・ノーザン・ルートの一部列車のテムズリンクへの組み込み[24]
- グレート・ノーザン・ルートの短距離列車をインフィールド・チェイス経由、ニュー・バーネット経由共に毎時4本化
- ノーザン・シティ線列車を平日夜及び土休日にも運転
- ピーク時のアックフィールドからロンドン方面への輸送力を50％増
- テムズリンク（24時間運行）の深夜早朝帯の列車の倍増
- セブノークス発着のテムズリンク列車を土曜日にも運行
- オイスターカードの利用可能区間をエプソム、ガトウィック空港、ルートン・エアポート・パークウェイ、ウェリン・ガーデン・シティ、ハートフォード・ノースなどに拡大[25]
- 387形をグレート・ノーザンの速達列車に投入し、317形、321形、365形（一部）を置き換え[26]
- サウス・ウェスト・トレインズ同様ネットワーク・レールとアライアンス関係を締結[27]

## 車両

### 現行車両
| 形式                                   | 形式                                   | 画像         | 種類         | 種類         | 最高速度         | 編成両数     | 本数            | 使用系統                                          | 製造年          |
| テムズリンク                           | テムズリンク                           | テムズリンク | テムズリンク | テムズリンク | テムズリンク     | テムズリンク | テムズリンク    | テムズリンク                                      | テムズリンク    |
| -------------------------------------- | -------------------------------------- | ------------ | ------------ | ------------ | ---------------- | ------------ | --------------- | ------------------------------------------------- | --------------- |
| 700形 「デジロ・シティ」               | 700/0形                                |              | 電車         | 交直         | 100 mph 161 km/h | 8両          | 60本            |                                                   | 2015年 - 2018年 |
| 700形 「デジロ・シティ」               | 700/1形                                | 12両         | 電車         | 交直         | 100 mph 161 km/h | 55本         |                 |                                                   | 2015年 - 2018年 |
| グレート・ノーザン                     |                                        |              |              |              |                  |              |                 |                                                   |                 |
| 365形 「ネットワーカー・エクスプレス」 | 365形 「ネットワーカー・エクスプレス」 |              | 電車         | 交           | 100 mph 161 km/h | 4両          | 21本            | キングス・クロス駅発着系統（ピーク時）            | 1994年 - 1995年 |
| 387形 「エレクトロスター」             | 387/1形                                |              | 電車         | 交直         | 110 mph 177 km/h | 4両          | 29本            | キングス・クロス駅発着系統                        | 2014年 - 2015年 |
| 717形 「デジロ・シティ」               | 717形 「デジロ・シティ」               |              | 電車         | 交直         | 85 mph 137 km/h  | 6両          | 25本            | ノーザン・シティ線直通系統                        | 2018年 - 2019年 |
| サザン                                 |                                        |              |              |              |                  |              |                 |                                                   |                 |
| 171形 「ターボスター」                 | 171/2形 171/7形                        |              | 気動車       | 気動車       | 100 mph 161 km/h | 2両          | 12本            | 全気動車運用                                      | 2003年 - 2004年 |
| 171形 「ターボスター」                 | 171/4形 171/8形                        | 4両          | 気動車       | 気動車       | 100 mph 161 km/h | 8本          |                 | 全気動車運用                                      | 2003年 - 2004年 |
| 313形                                  | 313/2形                                |              | 電車         | 直           | 75 mph 120 km/h  | 3両          | 19本            | コーストウェイ・ウェスト コーストウェイ・イースト | 1976年 - 1977年 |
| 377形 「エレクトロスター」             | 377/3形                                |              | 電車         | 直           | 100 mph 160 km/h | 3両          | 29本            | 電化区間全域                                      | 2001年 - 2005年 |
| 377形 「エレクトロスター」             | 377/1形 377/4形                        | 4両          | 電車         | 直           | 100 mph 160 km/h | 136本        |                 | 電化区間全域                                      | 2001年 - 2005年 |
| 377形 「エレクトロスター」             | 377/2形                                | 4両          | 電車         | 交直         | 100 mph 160 km/h | 15本         |                 | 電化区間全域                                      | 2001年 - 2005年 |
| 377形 「エレクトロスター」             | 377/6形                                | 直           | 電車         | 5両          | 100 mph 160 km/h | 26本         | 2012年 - 2014年 | 電化区間全域                                      |                 |
| 377形 「エレクトロスター」             | 377/7形                                | 交直         | 電車         | 5両          | 100 mph 160 km/h | 8本          | 2012年 - 2014年 | 電化区間全域                                      |                 |
| 455形                                  | 455/8形                                |              | 電車         | 直           | 75 mph 120 km/h  | 4両          | 46本            | メトロ                                            | 1982年 - 1984年 |
| ガトウィック・エクスプレス             |                                        |              |              |              |                  |              |                 |                                                   |                 |
| 387形 「エレクトロスター」             | 387/2形                                |              | 電車         | 交直         | 110 mph 177 km/h | 4両          | 27本            |                                                   | 2015年 - 2016年 |

### 車両増備について
ゴヴィア・テムズリンク・レールウェイによって新たに導入された車両は387形、700形、717形の3種類である。
387形「エレクトロスター」には、運輸省が主導する形でテムズリンクに導入された387/1形と、ガトウィック・エクスプレス用にゴヴィア・テムズリンク・レールウェイが独自に導入した387/2形の2つのグループが存在する。前者は700形導入の遅れに対応するため2013年7月に4両編成29本が発注され、2014年12月から2015年7月にかけて導入された。これらは319形の一部を置き換え、700形が導入されると2016年ごろからグレート・ノーザンへ転属した。387/2形は4両編成27本が2014年11月に発注され、2016年2月から順次運行を開始して442形を置き換えた。なお、後者の一部についてもガトウィック・エクスプレスへの投入前にテムズリンクへの充当が行われている。
700形「デジロ・シティ」は運輸省の主導によりテムズリンクに導入された車両で、シーメンスによって8両編成が60本、12両編成が55本製造された。これらは当初2012年の導入が予定されていたが、落札者の発表が2011年、契約締結が2013年、納入開始が2016年と大幅に遅れたため、387形の製造が行われている。700形は2016年から2018年にかけて営業運転に投入され、319形、377形、387形を置き換えた。
387/1形と700形はあわせてグレート・ノーザンの317形、321形、365形（一部）の置き換えを行っている。
717形「デジロ・シティ」はゴヴィア・テムズリンク・レールウェイがグレート・ノーザンのノーザン・シティ線直通系統向けに導入した車両である。700形に類似しているが前面に非常扉がついており、6両編成25本がシーメンスに発注され、2018年9月から営業運転に就いている。これらは313形を置き換えた。
これらに加え、171形2両編成2本、4両編成2本が増備された。
また、ブランド間の転属車両としてはグレート・ノーザンへ転属した387形のほか、サザンへの転属が行われた377形が挙げられる。

### 過去の車両
| 形式                                     | 形式                                     | 画像         | 種類         | 種類         | 最高速度         | 編成両数     | 本数            | 製造年           | 使用系統                   | 引退                       | その後                                                       | 備考                                    |
| テムズリンク                             | テムズリンク                             | テムズリンク | テムズリンク | テムズリンク | テムズリンク     | テムズリンク | テムズリンク    | テムズリンク     | テムズリンク               | テムズリンク               | テムズリンク                                                 | テムズリンク                            |
| ---------------------------------------- | ---------------------------------------- | ------------ | ------------ | ------------ | ---------------- | ------------ | --------------- | ---------------- | -------------------------- | -------------------------- | ------------------------------------------------------------ | --------------------------------------- |
| 319形                                    | 319形                                    |              | 電車         | 交直         | 100 mph 161 km/h | 4両          | 86本            | 1987年 - 1990年  |                            | 2017年                     | アリーヴァ・レール・ノース ロンドン・ミッドランド 保留車化   |                                         |
| 377形 「エレクトロスター」               | 377/2形                                  |              | 電車         | 交直         | 100 mph 161 km/h | 4両          | 3本             | 2003年 - 2004年  | 2017年                     | サザン（社内）             |                                                              |                                         |
| 377形 「エレクトロスター」               | 377/5形                                  | 23本         | 電車         | 交直         | 100 mph 161 km/h | 4両          | 2008年 - 2009年 | サウスイースタン | 2017年                     |                            |                                                              |                                         |
| 387形 「エレクトロスター」               | 387/1形                                  |              | 電車         | 交直         | 110 mph 177 km/h | 4両          | 29本            | 2014年 - 2015年  | 2017年                     | グレート・ノーザン（社内） | ガトウィック・エクスプレス向け387/2形も一部使用              |                                         |
| グレート・ノーザン                       |                                          |              |              |              |                  |              |                 |                  |                            |                            |                                                              |                                         |
| 313形                                    | 313/0形 313/1形                          |              | 電車         | 交直         | 75 mph 121 km/h  | 3両          | 44本            | 1976年 - 1977年  | ノーザン・シティ線直通系統 | 2019年                     | 解体                                                         | サザンでは引き続き運行                  |
| 317形                                    | 317/1形                                  |              | 電車         | 交           | 100 mph 161 km/h | 4両          | 12本            | 1981年 - 1982年  | キングス・クロス駅発着系統 | 2017年                     | グレーター・アングリア                                       |                                         |
| 321形                                    | 321/4形                                  |              | 電車         | 交           | 100 mph 161 km/h | 4両          | 13本            | 1989年 - 1990年  | キングス・クロス駅発着系統 | 2016年                     | グレーター・アングリア アベリオ・スコットレール（320/4形化） |                                         |
| 365形 「ネットワーカー・エクスプレス」   | 365形 「ネットワーカー・エクスプレス」   |              | 電車         | 交           | 100 mph 161 km/h | 4両          | 19本            | 1994年 - 1995年  | キングス・クロス駅発着系統 |                            | アベリオ・スコットレール 保留車化                            | 21本はピーク時専用として残留            |
| ガトウィック・エクスプレス               |                                          |              |              |              |                  |              |                 |                  |                            |                            |                                                              |                                         |
| 442形 「ウェセックス・エレクトリックス」 | 442形 「ウェセックス・エレクトリックス」 |              | 電車         | 直           | 100 mph 161 km/h | 5両          | 16本            | 1988年 - 1989年  |                            | 2016年                     | サウス・ウェスト・トレインズ                                 | サザンの一部列車にも使用 （2017年まで） |